# Harold M. Shaw
Harold M. Shaw (3 de novembro de 1877 – 30 de janeiro de 1926) foi um diretor, ator e roteirista norte-americano da era do cinema mudo.

## Filmografia selecionada
- The Land Beyond the Sunset (1912)
- Lawyer Quince (1914)
- The Firm of Girdlestone (1915)
- Me and Me Moke (1916)
- The Last Challenge (1916)
- Die Rose von Rhodesia (1918)
- The Pursuit of Pamela (1920)
- True Tilda (1920)
- London Pride (1920)
- The Land of Mystery (1920)
- The Woman of His Dream (1921)
- Kipps (1921)
- A Dear Fool (1921)
- General John Regan (1921)
- False Evidence (1922)
- The Wheels of Chance (1922)
- Held to Answer (1923)
- Rouged Lips (1923)
- A Fool's Awakening (1924)